# Ilia Karpenkov
Iliá Alexéyevich Karpenkov (en russe : Илья Алексеевич Карпенков), née le 17 février 1997 à Mineralnye Vody, est un joueur russe de basket-ball et de Basket-ball à trois.
Pour la saison 2024-2025, il évolue dans le club de Nijni Novgorod en VTB United League.

## Biographie
Il remporte la Coupe du monde FIBA 3x3 U23 en 2019 et les Jeux européens. Il est membre de l'équipe du comité olympique russe 3x3 qui dispute les Jeux olympiques de Tokyo ; battus en finale par la Équipe de Lettonie masculine de basket-ball à trois, il est médaillé d'argent avec ses coéquipiers Pisklov, Sharov et 
Zuev.

## Palmarès
- Médaille d'argent aux Jeux olympiques d'été de 2020 en basket à trois.